# Disponibel indkomst
Disponibel indkomst er den samlede indkomst fratrukket direkte skatter og obligatoriske bidrag til sociale ordninger o.l. Den betegner dermed det beløb, som modtageren selv kan bestemme over. Disponibel indkomst opgøres ofte for personer og husholdninger, men kan også opgøres for andre enheder som eksempelvis selskaber. Ligeledes kan den disponible nationalindkomst for et land beregnes. Denne består af nationalindkomsten fratrukket (netto-)overførsler til udenlandske organisationer, bistand til udviklingslande o.l.
For personer er den disponible indkomst et centralt statistisk begreb, som blandt andet er grundlaget for almindelige analyser af indkomstfordelingen i et samfund. I Danmark beregnes den som summen af erhvervsindkomst, offentlige overførsler og private pensionsudbetalinger samt formueindkomst (inklusive lejeværdien af egen bolig for boligejere) og anden personlig indkomst, men fratrukket skat mv., renteudgifter og underholdsbidrag. Den præcise afgrænsning af, hvad der indgår i den disponible indkomst, kan variere fra land til land og for forskellige institutioner.
Ved at fratrække personlige udgifter til privat forbrug fremkommer den personlige opsparing, altså indkomst, der er tilbage, efter at alt forbrug er betalt.
Den marginale forbrugskvote er den andel af en ændring i den disponible indkomst, der bliver anvendt til forbrug. Hvis den disponible indkomst eksempelvis stiger med 100 kr., og 65 kr. heraf bliver anvendt til at forøge forbruget, er den marginale forbrugskvote 65 %. Da disponibel indkomst definitorisk kun kan anvendes til enten forbrug eller opsparing, er den marginale opsparingskvote altid lig med (1 - den marginale forbrugskvote) og vil i dette eksempel altså være 35 %. Begrebet marginal forbrugskvote spiller en vigtig rolle i forståelsen af virkningen af finanspolitik på den samlede efterspørgsel i en økonomi, idet den indgår som en vigtig bestanddel i finanspolitikkens såkaldte multiplikatoreffekt.